# 大庭健三
大庭 健三（おおば けんぞう、1922年（大正11年）2月16日 - 2000年（平成12年）11月23日）は、日本の政治家。静岡県御殿場市長（3期）。

## 来歴
静岡県出身。1942年、小樽高等商業学校（現・小樽商科大学）、1944年、東京商科大学（現・一橋大学）卒。卒業後は地元で有限会社いずみや（呉服商と家具商）を経営する。御殿場市商工会理事、御殿場市議会議員などを経て、1981年、御殿場市長に当選する。市長を2期務め、1989年に退任した。2000年に死去した。